# Valerie Chow
Valerie Chow (chinesisch 周嘉玲, Pinyin Zhōu Jiālíng, Jyutping Zau1 Gaa1ling4, kantonesisch Chow Ka-Ling; * 16. Dezember 1970 in Vancouver) ist eine chinesische Schauspielerin und ein Fotomodell. Sie ist ebenfalls unter dem Künstlernamen Rachel Shane bekannt.

## Leben und Leistungen
Chow ist ein Einzelkind. Sie absolvierte ein Studium der Rechtswissenschaften an der Universität Hongkong. Chow wurde 1991 Zweitplatzierte bei der Miss Hong Kong Pageant.
Chow wurde im Jahr 1995 für ihre Rolle im Filmdrama Chungking Express (1994) für den Hong Kong Film Award nominiert. Im Thriller Phantoms (1998) spielte sie an der Seite von Ben Affleck und Peter O’Toole die Rolle einer Wissenschaftlerin. Im Actionfilm Fight of the Dragon (1999) spielte sie eine größere Rolle an der Seite von Dolph Lundgren.
Im Jahr 1998 wurde Chow als erstes chinesische Fotomodell von dem Kosmetikunternehmen Revlon engagiert. Seit dem Jahr 2003 arbeitet sie für das Hongkonger Luxusartikelunternehmen Lane Crawford.
Chow ist seit dem Jahr 2005 mit dem indischen Designer Darryl Goveas (aka Goveas Darryl William) verheiratet und haben einen gemeinsamen einen Sohn (* 2005) und eine Tochter (* 2008). Die Familie lebt und arbeitet in Hongkong.

## Filmografie (Auswahl)
- 1993: He Ain't Heavy, He's My Father! (Xin nanxiong nandi)
- 1994: Dream Killer (Yexing de xiehou)
- 1994: Twenty Something (Wan jiu zhao wu)
- 1994: Chungking Express (Chunghing samlam)
- 1995: The Case of the Cold Fish (Yuè hēi fēng gāo)
- 1995: Total Risk (Shu dan long wei)
- 1997: Shanghai Hero – The Legend (Ma Wing-jing)
- 1998: Phantoms
- 1998: Futuresport (Fernsehfilm)
- 1999: Fight of the Dragon (Bridge of Dragons)
- 2000: Healing Hearts (Hap gwat yan sam)
- 2001: The Vampire Combat (Jísù jiāngshī)
- 2002: Inner Senses (Yì dù kōngjiān)
- 2000: Freaky Story (Bù hán ér lì)
- 2018: Prison Architect

Quelle: IMDb, HKMDB